# Sedjerara
Sedjerara est une commune de la wilaya de Mascara en Algérie.